# Handley Page HP.54 Harrow
L'Handley Page HP.54 Harrow era un bombardiere pesante bimotore ad ala alta sviluppato dall'azienda aeronautica britannica Handley Page Limited negli anni trenta.
Utilizzato principalmente dalla Royal Air Force, la forza aerea britannica, venne impiegato in azioni di bombardamento nelle fasi iniziali della seconda guerra mondiale e poi convertito in aereo da trasporto tattico.

## Storia del progetto
Nel 1934 l'Air Ministry britannico decise di emettere una specifica, designata B.3/34, per la fornitura di un nuovo bombardiere che potesse sostituire gli oramai superati modelli biplani. L'Handley Page, che incaricò il dottor Gustav V. Lachmann di progettare un velivolo che rispondesse alle specifiche richieste, propose un velivolo che derivava direttamente dal precedente HP.51, a sua volta una conversione monoplana del trimotore biplano Handley Page HP.43. Mentre il concorso per la specifica B.3/34 venne aggiudicato all'Armstrong Whitworth Whitley, l'Air Ministry emise un'altra specifica, la B.29/35, che prevedeva un ordine per 100 apparecchi "off the drawing board" per ovviare ad una mancanza di mezzi in organico in attesa dello sviluppo di modelli tecnologicamente più avanzati. Questa richiese un adattamento dell'iniziale progetto dell'HP.54 in modo che potesse essere velocemente convertito in aereo da trasporto quando, con il sopraggiungere dei nuovi Whitley, il suo ruolo di bombardiere non fosse stato più ritenuto necessario. Il prototipo dell'Harrow venne portato in volo per la prima volta il 10 ottobre 1936 dall'aviosuperficie di Radlett, nella contea dell'Hertfordshire, un villaggio a nord di Londra. Per la propulsione vennero scelti due radiali Bristol Pegasus X capaci di erogare una potenza di 830 hp (619 kW) e vennero previste postazioni difensive site in 3 torrette poste sul muso, in posizione dorsale ed in coda. Il carico bellico offensivo consisteva ad una quantità massima di bombe pari a 3 000 lb poste sotto il pavimento della cabina.

## Impiego operativo
Il primo esemplare dei 100 Harrow richiesti venne consegnato al No. 214 Squadron RAF il 13 gennaio 1937 e l'intero ordine venne evaso entro il termine dello stesso anno andando ad equipaggiare 5 squadroni di bombardamento della RAF.
Anche il Fleet Air Arm emise un ordine per la fornitura di 100 Harrows ma la Handley Page non possedeva la capacità produttiva per farvi fronte.
Pur essendo dotato di un impianto di riscaldamento interno per la fusoliera, ottenuto grazie un sistema di caldaie a vapore riscaldate tramite i gas di scarico dei motori, l'Harrow acquisì la reputazione di essere un velivolo particolarmente freddo e pieno di correnti d'aria a causa della forma adottata per la torretta anteriore. Poiché la disponibilità di bombardieri di nuova generazione aumentò, entro il 1939 tutti gli Harrow vennero gradatamente sostituiti dalla prima linea dai nuovi modelli pari ruolo, rimanendo comunque in servizio come aerei da trasporto.
Il 271 Squadron, costituito il 1º maggio 1940, venne equipaggiato con un misto di Harrows, Bristol Bombay ed altri velivoli civili. Mentre gli altri velivoli in organico al 271 Squadron vennero rimpiazzati dai Douglas Dakota, gli Harrows continuarono ad essere operative (talvolta soprannominati "Sparrow" a causa dell'introduzione di una nuova carenatura più aerodinamica del muso meglio integrata con la fusoliera) come aerei da trasporto ed aeroambulanze fino al termine degli scontri della seconda guerra mondiale nel teatro europeo.
Gli Harrows vennero occasionalmente utilizzati anche nella pericolosa rotta che univa l'Inghilterra a Gibilterra perdendo in quelle operazioni due velivoli. Vennero inoltre utilizzati come supporto logistico alle forze alleate nella loro avanzata nel nord-ovest Europa e per evacuare i feriti dell'Operazione Market Garden nel settembre 1944. Sette esemplari vennero distrutti durante un attacco a bassa quota da parte di caccia dei reparti JG 26 e JG 54 della Luftwaffe, basati sull'aeroporto di Bruxelles-Evere, nell'ambito dell'operazione Bodenplatte, l'attacco tedesco agli aeroporti alleati siti nell'Europa del nord-ovest sferrato il 1º gennaio 1945, lasciando solo 5 Harrow superstiti, questi ritirati definitivamente dal servizio il 25 maggio 1945.
L'Harrow venne anche utilizzato nell'inedito ruolo di aereo da traino nel periodo del Blitz notturno tedesco contro la Gran Bretagna nell'inverno tra il 1940 ed il 1941, dove sei Harrow del No. 93 Squadron RAF trainavano, in missione solitaria, sulla stessa rotta dei bombardieri nemici il Long Aerial Mines (LAM), un dispositivo che consisteva in una carica esplosiva posto all'apice di un lungo cavo. Questa inusuale tattica riuscì ad ottenere l'abbattimento di sei bombardieri tedeschi tuttavia l'esperimento venne giudicato di scarso valore e la prevista fornitura di Douglas Havoc che dovevano operare nel ruolo di LAM venne cancellata.
Nove esemplari di Harrows vennero utilizzati anche dal 782 Naval Air Squadron della Fleet Air Arm come trasporto.
Dopo una serie di prove di rifornimento in volo 3 esemplari di Harrow vennero acquisiti dall'azienda Flight Refuelling Limited ed utilizzati per rifornire gli idrovolanti Short Empire che operavano sulle rotte transatlantiche, due basati a Gander, nel Newfoundland, ed il terzo in Irlanda. Nel 1940 I due esemplari basati a Gander vennero presi in carico dalla Royal Canadian Air Force.

## Versioni
Harrow Mk.I
versione iniziale motorizzata con due radiali Bristol Pegasus X da 830 hp (619 kW) e prodotta in 19 esemplari.
Harrow Mk.II
versione iniziale motorizzata con due radiali Bristol Pegasus XX da 925 hp e prodotta in 81 esemplari.

## Utilizzatori

### Militari
Canada
- Royal Canadian Air Force

 Regno Unito
- Royal Air Force
- Fleet Air Arm

### Civili
Regno Unito
- Flight Refuelling Limited

### Velivoli comparabili
- Douglas Havoc Mk I (Pandora) intruder – anch'esso usato nelle operazioni Long Aerial Mine (LAM).

 Germania
- Junkers Ju 52

 Regno Unito
- Armstrong Whitworth Whitley
- Bristol Bombay